# Mariental-Stadion
Das Mariental-Stadion (englisch Mariental Stadium) ist ein Fußball- und Rugbystadion in der südnamibischen Stadt Mariental. 
Im Mariental-Stadion fanden zuletzt Spiele der Namibia Premier Football League in der Saison 2021 und dem NFA-Cup 2021 statt. Es ist Heimatstadion der Fußball-Amateurvereine Alabama FC, Flying Eagles und Black Morocco Chiefs.
2012 fand ein Boxkampf mit Marney Shenxane im Stadion statt.